# Terminator: Resistance
Terminator: Resistance es un videojuego perteneciente al género de acción y disparos en primera persona, que se lanzó el 15 de noviembre de 2019 en Europa y Australia, y el 10 de diciembre de 2019 en América del Norte.

## Historia

### Premisa
Su historia se desarrolla en Los Ángeles posapocalíptico de 2028 y sirve como precuela de las películas de la franquicia Terminator de James Cameron,The Terminator (1984) y Terminator 2: el juicio final (1991). Los jugadores asumirán el papel de un nuevo personaje, Jacob Rivers, un soldado en la resistencia humana dirigida por John Connor contra las máquinas asesinas de Skynet. El juego tendrá múltiples finales posibles. Una sexta película de la franquicia de Terminator, Terminator: Dark Fate, se lanzó poco antes del lanzamiento del juego, y el juego no parece tener ninguna relación o conexión con la línea de tiempo o los personajes de la sexta película. Al igual que Dark Fate, sin embargo, el juego parece estar ignorando todas las películas de la franquicia Terminator después de Terminator 2: El juicio final.

### Argumento
Intentando contactar con la comandante Baron y su división sur, el soldado raso Jacob Rivers, único sobreviviente de la División Pacífico de la Resistencia, llega a las ruinas de Pasadena, la cual se suponía era segura, sin embargo el lugar es alcanzado por la línea de aniquilación, que no es más que el ejército de Skynet, conformado por Terminators y otras máquinas asesinas, dejando al soldado a merced de uno luego de atestiguar la muerte de un sobreviviente a manos de un T-800, sin embargo Rivers es rápidamente salvado por un extraño que le habla por un radio tirado e incluso ataca al Terminator para permitirle escapar. Cuando Rivers llega a una distancia segura, el extraño se encarga de guiarlo primero a un arma con municiones y luego a un garaje donde se encuentran una carroñera llamada Jennifer y su hermano pequeño Patrick, quienes lo guían a un punto de evacuación donde conoce a otros supervivientes, entre estos Colin, un hombre mayor llamado Ryan y a una doctora llamada Erin, quien trata a un superviviente herido llamado Mark.
Tras hablar con Ryan, depende del jugador si Jacob regresa a buscar otros supervivientes o irse de Pasadena, de hacerlo Jacob encontrará a una araña acorazada y a una mujer llamada Laura, quien irá directo al punto de evacuación, en cualquier caso los Terminators llegan hasta donde está el grupo, el cual logrará escapar por poco en un autobús. A la mañana siguiente, el autobús sufre una avería, obligando al grupo a detenerse en un edificio en ruinas cuyo sótano está relativamente intacto, y en el cual Jacob encuentra un cuarto con armas, municiones y provisiones, cómo si alguien las hubiera dejado para ellos, tras esto Colin le informa que la resistencia tenía dos puestos avanzados en el distrito almacén cerca de ahí, por lo que se adelanta.
Tras llegar al distrito almacén y comprobar que los puestos están vacíos, Jacob descubre que Baron y su gente iban a atacar un puesto de investigación de Skynet que está en un hospital cercano, pero antes debe ir a una vieja fábrica a donde se fue Colin siguiendo a un extraño, luego de perder contacto con este, sin embargo Rivers lo encuentra muerto y empalado en un soporte, acto seguido el mismo desconocido toma al soldado y lo arroja cerca del cadáver de Colin, acto seguido le dice que está marcado para exterminación, dando a entender que es un Terminator, afortunadamente un camión tira la pared y embiste a la máquina, de éste baja el mismo extraño que ayudó a Jacob en Pasadena, sin embargo Rivers pierde la consciencia. Para cuando despierta es encontrado por sus compañeros de grupo afuera de su escondite, pero no hay rastros del desconocido que lo ayudó.
Tras dormir un poco, Jacob es informado por Erin que Jennifer fue al hospital que iba a atacar la resistencia, con el fin de hallar antibióticos para Mark, sin embargo ha pasado demasiado tiempo, por lo que Rivers pone marcha al hospital. En el camino logra encontrarse con Jennifer, quien le habla de unos gritos horribles que se escuchan de cuando en cuando desde el hospital, y luego de avanzar un poco, ambos encuentran a un hombre muerto a manos de una máquina llamada “silver fish”, que son atraídas por el sonido, por lo que Jacob convence a Jennifer de que vuelva al refugio. Al retomar su camino, Jacob es contactado por el extraño, quien le dice que aún no reconoce su importancia y que no podía dejarlo morir, además de guiarlo a un dispositivo de hackeo que le será útil para entrar al hospital, donde hay soldados prisioneros.
Tras eliminar a otros peces de plata, arañas de reconocimiento y una araña acorazada, Rivers finalmente llega a las ruinas del hospital, pero también encuentra torretas de plasma que afortunadamente logra hackear, sin embargo al lograr acceso al edificio descubre que está lleno de Terminators, además las armas que tiene no son eficaces contra ellos, afortunadamente logra evadirlos para llegar hasta un grupo de soldados prisioneros pero aún con vida, tras contar de su situación a uno de ellos, éste le informa que si sobrecarga el reactor de plasma cortará la energía de los campos eléctrico permitiéndoles salir, acto seguido Rivers llega hasta este reactor y usando el dispositivo de hackeo logra liberar a los soldados al sobrecargar los contenedores de plasma que energizan el lugar, pero ya de salida llegan refuerzos Terminators a los que logra evadir. Unos días después un soldado de la resistencia localiza a Rivers en el escondite y le informa que la comandante Baron lo verá en una construcción incompleta del metro, por lo que debe poner rumbo de inmediato, sin embargo Jennifer insiste en ir con él.
Ya en el sitio, la Comandante llega con un grupo de soldados, sin embargo por razones desconocidas tilda a Rivers de desertor y  le pide un motivo para no acabar con el, Jacob le informa del enemigo que destruyó la división pacífico, que resulta ser el Terminator clásico con apariencia humana, sin embargo la reunión se interrumpe cuando son atacados por fuerzas de Skynet. Como pueden, Rivers, Jennifer y Baron logran escapar de las máquinas y llegar al refugio de la división de la resistencia, que no es otro que el de la primera película, sin embargo los soldados que la acompañaban no son tan afortunados. Ya en el refugio, Baron le informa a Jacob que es el tercero en la lista de personas marcadas para exterminación por parte de Skynet, justo debajo de John Connor y ella misma, y con la división pacífico destruida, ahora él le responde a ella, acto seguido le da su primera misión, que es volver a Pasadena y tomar fotos de las instalaciones de Skynet que han sido construidas ahí luego de que el grupo escapara. 
Al llegar a Pasadena, Jacob toma fotos de torretas de misiles gigantes y antenas, incluso de un HK llamado T-47 (al cual por supuesto destruye), dichas fotos ayudarán a la resistencia a prepararse para contraatacar. Una vez terminada la misión, Rivers vuelve al escondite para pasar la noche y unirse definitivamente a la división de Baron al día siguiente, sin embargo el desconocido los despierta a él y a los demás sobrevivientes para que salgan de ahí, el Terminator que mató a Colin ha encontrado el lugar y no tardará en llegar para matar a Jacob. Una vez Rivers convence al grupo de que pueden confiar en  el extraño, éste les informa de la situación y los convence para salgan por un pasaje secreto, pero en eso el Terminator llega y a priori el extraño muere detonando cargas explosivas en el lugar para intentar detenerlo. Esto fuerza al grupo a ir con Jacob hasta el refugio de la resistencia, donde Baron los acepta, pero bajo sus condiciones.
Dos semanas después, ahora cómo Sargento, Rivers es enviado por Baron al puesto avanzado que se encuentra en el centro de Los Ángeles, ya que el Dr. Alvin, el jefe científico del refugio, fue enviado allá para realizar labores de mantenimiento en los sistemas de defensa, sin embargo ni bien llega, se encuentra una zona de guerra, esto debido a que supuestamente por órdenes de Baron enviadas mediante mensajeros, Alvin reprogramó las defensas para que fijaran los blancos en modo no hostil, además de que un soldado le dice a Rivers que parecía ser que uno de los suyos dirigía el ataque de Skynet. Tras rescatar a Alvin y volver al refugio, Baron manda a Rivers a buscar a los mensajeros al distrito almacén para que expliquen que pasó, sin embargo las circunstancias apoyan más que el Terminator persiguiendo a Jacob ha regresado. Tras hallar los cuerpos sin vida de los mensajeros, Rivers confirma las sospechas de Baron, el Terminator ha vuelto, por lo que le informa a la comandante y ésta le ordena que lo vea en el distrito del muelle, ya ahí, Baron y un equipo de soldados se preparan para emboscar al Terminator, sin embargo destruirlo logra ser algo difícil, y más cuando éste se encarga de separar a Jacob del resto del grupo, pero el Sargento se las arregla para finalmente acabar con el.
Ya en el refugio de la resistencia, la existencia del Terminator parte hombre parte máquina infunde el miedo entre los supervivientes, lo que hace que empiecen a creer que hay terminators entre ellos, incluso dos del grupo que llegó con Jacob se marchan, sin embargo el descubrimiento trajo algo que puede cambiar las cosas, el infiltrador tenía un rifle de plasma de segunda generación, más poderoso que los que la resistencia usa, pero es necesario hackearlo, y ya que Alvin no puede hacerlo, John Connor envía a Rivers a buscar al Dr. Edwing Mack, antiguo colaborador de Alvin que fue echado del refugio por Baron luego de que supuestamente arruinó una operación que le costó la vida al antiguo comandante del refugio, por lo que Baron está muy resentida con él. El dr. Mack se encuentra en Hollywood Hills, la cual esta infestada con Terminators y otras máquinas, sin embargo Mack está obsesionado con la vigilancia, por lo que ha colocado cámaras en varios puntos, siendo esto lo que ayuda a Rivers a dar con él. Tras recuperar una araña de reconocimiento reprogramada y acabar con las fuerzas de Skynet, Jacob finalmente llega al laboratorio del Dr. Mack, quien le informa que para usar las nuevas armas de Skynet, necesitan descargar los códigos de un HK, y para hacerlo necesitan un lector de códigos que se encuentra en refugio, además de preguntar por el CPU del infiltrador, el cual le dice que debe robar para poder entenderlo mejor, más que nada porque está cerca de poder reprogramar a un Terminator y eso podría ayudar a estar un paso adelante de Skynet. Al regresar al refugio, Jacob se encuentra con el extraño, quien le dice que debe robar el CPU y le insiste en que convenza a Jennifer y a los otros de que se vayan, ya que según él el lugar ya no es seguro, siendo éste el punto donde dependiendo de las decisiones que tome el jugador dependerá el final del juego.
Ya en el refugio, Alvin le dice a Rivers que se le olvidó el lector en el centro durante el ataque de Skynet, por lo que Baron lo envía de nuevo al centro, y le encomienda dos cosas: ver porque Ryan no ha arreglado un vehículo que lleva descompuesto un tiempo, y asesinar a Mack ni bien reprograme el rifle (ambos decisión del jugador además de que se puede elegir si tener una aventura con la comandante o no). Tras recuperar el lector de códigos y la batería cuántica que lo hace funcionar, Rivers llega hasta un tanque HK supuestamente inutilizado, sin embargo sigue operativo por lo que le toca al sargento usar un lanzacohetes para finalmente destruirlo y descargar los códigos. Luego de eso Rivers vuelve con el dr. Mack, quien logra con éxito reprogramar el rifle y que la resistencia pueda crear armas nuevas para lo que se avecina, sin embargo al oír de Jacob que el Terminator infiltrador llevaba meses siguiéndolo a pesar de ser nuevo, Mack le dice del Equipo Desplazador de Tiempo, y que en un futuro alternativo Skynet lo completó y envió al Terminator desde ese futuro, ya aquí depende si el jugador mata a Mack o le da el CPU y le pone sobre aviso de las órdenes de Baron. Al salir de regreso al refugio, Rivers le informa a Baron del EDT.
Ya en el refugio, Baron le informa a Jacob que Connor y la división norte buscarán destruir el EDT antes de que Skynet tenga oportunidad de usarlo, mientras ella coordina desde el refugio al equipo que Rivers dirigirá para destruir el núcleo central de Skynet, el cual se encuentra en el observatorio Griffith. Una vez que Rivers y el equipo Alfa llegan, encuentran varios Terminators defendiendo el lugar y al extraño, quien los guía hasta el corazón de Skynet, sin embargo al llegar descubren que ha sido movido y que todo fue una trampa, más que nada porque el extraño revela que vino del mismo futuro tras el infiltrador y que en dicho futuro él ya había estado ahí, afortunadamente logra acceder a una terminal de Skynet y descubrir la verdadera ubicación del núcleo, sin embargo al salir, el extraño muere salvando a Jacob, quien se ve forzado a volver al refugio.
Nada más al llegar, Jacob nota que algo está mal al no ver a nadie afuera, y al entrar descubre porque, Skynet atacó el refugio y encuentra a todos muertos, menos a Baron quien aún malherida logró llegar hasta sus aposentos. Rivers le dice que aún pueden ganar la guerra ya que tiene la verdadera ubicación del núcleo de Skynet, sin embargo Baron le dice que debe entregarle esa información a Connor en persona y debe dejarla ahí, más que nada porque más Terminators vienen llegando, pero antes de irse, Baron le confiesa que en realidad él es el segundo en la lista de gente marcada para exterminación y no ella, y era esa la razón de porque al principio no le caía bien, pero ha demostrado ese porque. Tras derrotar a los Terminators y escapar del refugio, Jacob pone rumbo hacia la división norte, sin embargo conforme avanza y no obtiene respuesta de radio, llega a pensar que la división norte corrió la misma suerte que la sur, eso hasta que cae en una trampa y un par de soldados aparecen, creyéndolo una máquina, uno de ellos lo golpea con su rifle, solo para descubrir de inmediato que es humano.
Tras recuperar la conciencia, ese mismo soldado se disculpa con Jacob y le informa que Connor quiere verlo, ya con él, el líder de la resistencia le hace saber que gracias a Mack han logrado reprogramar un tanque HK, el cual le servirá para atacar el EDT mientras que el escuadrón 124 se encargará de destruir el núcleo de Skynet, además de decirle que si tiene dudas ahora es momento de aclararlas, entre éstas quien era el extraño, porque es blanco de terminación y cómo supo que el ataque del observatorio era una trampa. La realidad es que en el futuro alterno de donde vinieron el infiltrador y el extraño, Rivers fue quien halló el núcleo central de Skynet y eso ayudó a ganar la guerra, sin embargo Skynet logró usar el EDT para enviar Terminators atrás en el tiempo, siendo uno de éstos el infiltrador que destruyó la división pacífico, por lo que Connor eligió al mismo Rivers para proteger a su yo del pasado y garantizar la victoria de la resistencia, revelándose que Rivers es el extraño. Tras esto Connor manda a Rivers junto con un equipo de soldados para que ataquen el EDT, mientras el escuadrón 124 destruye el núcleo de Skynet de una vez por todas.
Ya en la batalla final, Rivers y los soldados se abren paso a través de ruinas infestadas de Terminators, arañas acorazadas, drones, T-47 y hasta HK aéreos, sin embargo gracias al tanque HK reprogramado la red de defensa de Skynet es destruida, dándole a la resistencia la ventaja necesaria para llegar hasta el EDT, sin embargo llega un momento en el que parece que las máquinas tienen la ventaja, incluso un T-800 logra atrapar a Jacob, y justo cuando parece que va a ejecutarlo, ese mismo Terminator y todas las unidades de Skynet cercanas se apagan, quedando inertes. Tras reunirse con Connor en la cámara del EDT, Jacob descubre que el 124 tuvo éxito en destruir el núcleo central de Skynet, sin embargo antes de eso, logró enviar con éxito a tres Terminators al pasado, el primero fue el que tiene como misión asesinar a Sarah Connor y prevenir el nacimiento del líder de la resistencia, el segundo es el T-1000, quien tiene como misión asesinar a Connor de niño, y el tercero es el Terminator enviado a asesinar a Rivers. Dependiendo de las decisiones del jugador dependerá cómo termina el juego.

### Final Bueno
Con variaciones, hay dos posibles finales, para obtener el bueno, Jacob debe ganarse la confianza de los sobrevivientes que conoce al principio del juego, por ejemplo, en el caso de Jennifer, al calmar a Patrick, en el caso de Ryan, volviendo a buscar a otros sobrevivientes, en el caso de Erin, no pidiendo el botiquín que ella tiene, pero también tiene que preguntarles cosas de ellos y escucharlos, y tomar las siguientes decisiones:
- Hablar con Ryan antes de volver al distrito almacén, para que éste le diga que le consiga un radio reproductor nuevo, el cual se puede hallar en el segundo piso de un edificio cercano al primer puesto avanzado de Skynet, será fácil hallarlo porque se escucha música, pero hay que proceder con cuidado porque es una trampa.
- Ni bien Jacob sale del laboratorio antes de ir a Hollywood Hills, Erin le pedirá que vaya a su vieja casa y vea si su esposo Peter se encuentra ahí. De hacerlo, Jacob encontrará una nota que lo llevará a un club de tenis que está a un lado de un puesto de Skynet, y en un vestidor hallará el cadáver de Peter y una carta para Erin donde le dice que la espera en México, al volver de esa misión, al hablar con Erin, el jugador puede decidir si le dice la verdad o si le miente diciéndole que Peter está en México, se debe elegir esta opción para que Erin se vaya del refugio.
- En esa misma parte, el jugador debe robar el CPU del infiltrador, pero Alvin no lo permitirá, para distraerlo, hay que encender el radio reproductor que se le trajo a Ryan, al hacerlo, Alvin se molestará e irá a apagarlo, cosa que debe aprovechar el jugador para obtener el CPU.
- Cuando Baron le dice a Jacob que averigüe porque Ryan no ha reparado el vehículo, Ryan le dirá que las cosas electrónicas no son lo suyo pero puede ayudarle al ir con el quater master para conseguir las piezas necesarias, el quater master le preguntará si Ryan puede o no arreglar el vehículo, si el jugador le dice que sí, Ryan se quedará en el refugio, si le dice la verdad, el quater master lo reportará a Baron y echarán a Ryan del refugio.
- Al volver con Mack para que reprograme el rifle, cuando al jugador se le da la opción de matar a Mack o darle el CPU, se debe elegir lo segundo, en cuyo caso Mack le dirá a Jacob que ni bien termine se irá.
- Tras volver del centro, Baron le dirá a Jacob que se prepare para el ataque al observatorio, en su camino el se encontrará con Patrick quien le dirá que Jennifer se encuentra arriba. Al reunirse con ella, Jacob puede elegir si la convence de irse o que se quede, se debe elegir decirle que se vaya, además que se puede elegir tener una aventura con Jennifer o no. Tras esto hay que volver a hablar con Patrick.

Al final del juego, si se han cumplido con todos los requisitos, la última decisión que debe tomar el jugador es si vuelve atrás en el tiempo o no, en cualquier caso, se mostrará el destino de los demás personajes y el de Jacob mediante ilustraciones: Erin irá a buscar a su esposo, Ryan se irá en el autobús, Jennifer y Patrick se encontrarán con unos supervivientes, Mack será atrapado por Skynet pero será rescatado posteriormente, el cuerpo de Baron no será hallado, lo que sugiere que tal vez siga con vida, y si Jacob no regresa, otro soldado tomará su lugar y se reunirá con Jennifer y Patrick, en caso contrario se le verá ayudando a su yo pasado en Pasadena.

### Final Malo
Para obtenerlo se debe hacer lo siguiente:
- No robar el CPU del infiltrador y matar a Mack
- Decirle a Erin la verdad sobre su esposo
- No delatar a Ryan
- Convencer a Jennifer para que se quede
- Elegir no volver en el tiempo

De hacer lo anterior, al volver al refugio, Jacob hallará los cuerpos de Ryan y los otros, se verá la llegada del T-1000 al pasado, y a Jacob en el mismo patio de juegos que en la pesadilla de Sarah Connor.

### Terminator Resistance: Day Zero
Esta precuela publicada en formato de Cómic digital por Dark Horse Comics y que viene incluido en formato físico en la Enhanced Edition del juego, es una precuela de dos partes que nos muestra los eventos que llevaron a Baron a convertirse en la líder de la División Sur de la Resistencia, su relación con Perry y lo que llevó a Mack a ser expulsado.
Ubicado en 2026, la historia nos lleva al antiguo refugio de la Resistencia, el cual se hallaba en una estación de Metro, cuando Baron era Teniente y Mack aún era parte de la Resistencia.
En la primera parte, se muestran los eventos desde la perspectiva de Baron, mientras también se les ve a ella y al Comandante Justin Perry cómo pareja y sus intentos de empezar una familia, sin embargo todo acaba cuando Perry es asesinado por un Terminator dañado pero aún operativo, además de que éste envía sus coordenadas a Skynet, por lo que la División Sur ahora bajo el mando de Baron, repele con éxito unidades de Skynet enviadas a eliminarlos, sin embargo la División sur y los civiles a su cargo se ven obligados a abandonar el refugio del metro y replegarse hasta el refugio del juego y la primera película.
La segunda parte se muestra desde la perspectiva de Mack, quien tras examinar los restos de Terminator destruidos (incluyendo el que eventualmente mata a Perry) encuentra que en el programa principal de Skynet todavía está activo el acceso para Miles Dyson, y que se podría en teoría, mandar un comando que le ordenara apagarse. Tras hacer esto del conocimiento de Connor y Perry, Connor le ordena a Mack hacerlo, sin embargo eso reactiva al Terminator, al cual le faltan ambas piernas y ambos antebrazos, por lo cual termina por usar sus propios dientes para matar a Perry al momento de que éste le destruye.
Cuando la División Sur esta en su nuevo Refugio, una Baron furiosa expulsa a Mack, quien furioso esta a nada de enviar las coordenadas del refugio usando el acceso de Dyson, sin embargo al final Mack hace lo correcto y le da cancelar. Luego de eso se le ve capturando a una araña de reconocimiento para reprogramarla y llegando hasta Hollywood Hills.

### Modo Infiltrator
En noviembre de 2020, Teyon y Reef Entertainment sacaron un DLC gratuito para la versión de PC en respuesta de la buena acogida del juego por parte de los fans. Dicho DLC fue incluido en la llamada Enhanced Edition para la versión de PlayStation 5, la cual salió a la venta el 30 de abril de 2021.
En este modo de juego, se nos permite jugar cómo un Terminator con la apariencia de Franco Columbu (amigo fisicoculturista de Arnold Schwarzenegger y quien interpretara a un Terminator en una escena del futuro en la primera película) y la mitad de su endoesqueleto expuesta por daños. Su misión es infiltrarse en territorio ocupado por la Resistencia y eliminar al comandante de campo Daniel Ramirez, para lograrlo, el Terminator no solo debe obtener armas sino examinar los cuerpos de enemigos abatidos, unidades de Skynet abatidas y buscar en los puestos avanzados de la Resistencia y en los escondites de los carroñeros para obtener inteligencia y finalmente localizar a su blanco. 
Entre las diferencias del modo de juego de este DLC en relación con la campaña principal, están el no poder salvar la partida, por lo que si el jugador es eliminado, deberá empezar el juego desde cero, sin embargo además de contar con la mayoría de las armas del juego, el jugador puede hacerse con otras armas clásicas de la saga, cómo lo son la Pistola Colt 45 con mira Láser, la Minigun M-134 y el Lanzagranadas M-79, además de contar con el modo de visión Terminator, el cual aparte de ser el equivalente a la ultravisión, nos permitirá localizar enemigos más fácilmente sin sacrificar velocidad ni el uso de armas. Otra particularidad es que el jugador puede recoger kits de reparación de unidades de Skynet derribadas para reparar los daños causados por ataues enemigos, siendo el equivalente a los botiquines de primeros auxilios.
Una vez que el Terminator ha localizado a su blanco, debe entrar en un bunker bien resguardado de la Resistencia, eliminando varios Soldados, llegando finalmente hasta los aposentos del Comandante Ramirez, donde los elimina a él y a los Soldados que lo acompañan. Dicho y hecho, el Terminator accesa un terminal, con el cual encuentra información sobre el líder de la Resistencia, John Connor, cómo lo son su edad, fecha de nacimiento, y el nombre no completo de su madre.

### Annihilation Line
El segundo DLC del juego se lanzó para PlayStation 5 y PC el 10 de diciembre de 2021. En esta expansión de la campaña principal, volvemos a tomar el control de Jacob Rivers, esta vez haciendo equipo con nadie más y nadie menos que Kyle Reese en persona y lo que queda de su equipo, en una misión que podría tener un impacto crítico en la guerra. Los eventos de esta expansión se desarrollan entre el momento que la división sur captura al infiltrador enviado para asesinar a Jacob y el momento en que John Connor lo manda a buscar al Doctor Mack.
La historia de esta expansión nos lleva 15 años después del día del juicio final, cuando el joven Jacob Rivers, en ese tiempo un carroñero, va junto con su padre Frank a las ruinas de su antigua escuela para hallar una cápsula de tiempo que fue enterrada dos años antes de la toma de poder de Skynet. Al hallarla, entre las cosas que encuentra el padre de Jacob están un robot de juguete, una figura de acción de un soldado que el hombre le da a su hijo por su cumpleaños, una carta que se escribió a sí mismo en esa época, y un sobre que dice "hand deliver" (entregarse en persona), el cual por insistencia del joven Rivers, su padre promete entregar al destinatario correcto, sin embargo pronto un HK aérero hace acto de presencia y padre e hijo huyen cómo pueden pero son separados por un impacto de un misil. 
Cuando Jacob se incorpora, le toca tener que evadir a los Terminators T-600, y ya en camino su padre por radio le insta a correr hasta las alcantarillas. Tras evadir a las fuerzas de Skynet, Jacob logra reunirse con su malherido padre, sin embargo varios Terminators los flanquean, por lo que Frank Rivers le grita a su hijo que escape, casi al tiempo que un Terminator con lanzallamas le quita la vida.
De vuelta al año 2029, Jacob se despierta, revelando que la primera parte del DLC fue una pesadilla suya, en eso Jennifer le informa que lo que quedó de una unidad Tech-Com llegó al refugio de la división sur. Cuando Jacob se reúne con Baron, ésta le informa que John Connor quiere que el junto con Kyle Reese y los Cabos Ferro y Evans vayan al puesto avanzado de Northridge a donde recientemente llegó un grupo de refugiados pero se ha quedado en silencio demasiado tiempo, a pesar de que no ha pasado mucho desde que el equipo de Reese fue emboscado, dejándolos solo a Reese y Ferro cómo supervivientes. Ya en camino en un vehículo de la Resistencia, Reese presenta a Rivers con los demás. Al llegar a Northridge, el equipo enfrenta por inverosímil que parezca, a un grupo de T-600 en el lugar. Tras destruirlos y retomar Northridge, el grupo no encuentra ningún rastro de los supervivientes, ni siquiera que los hubieran masacrado.
Tras reportar a Baron por radio, el grupo pasa la noche en el puesto, ya en la mañana y tras hallar notas implícitas, Rivers le informa a Reese que al parecer una unidad Tech-Com que supuestamente estaba evacuando a los refugiados, los entregó a Skynet, lo que hace sospechar que podría tratarse de más infiltradores. Tras recibir una transmisión de radio de Bakersfield, Reese, Jacob y los otros ponen rumbo allá, sin embargo Bakersfield esta peligrosamente cerca de la línea de aniquilación. Tras llegar, el grupo se separa en parejas, Rivers con Reese y Ferro con Evans.
Investigando el lugar y tras infiltrar instalaciones de Skynet para usar sus defensas hackeadas para derribar un HK, Evans informa que vio a alguien entrar a un cementerio cercano, Reese envía Rivers a investigar y tras hallar solo Terminators, Jacob llega a creer que Evans vio un Terminator, sin embargo un ruido de un ataúd le llama la atención. Dentro del ataúd Jacob encuentra a un anciano llamado Anselmo al que logra evacuar. Tras reunirse con Reese y los otros en una estación de metro asegurada, el viejo les informa que quienes los raptaron llevaban las mismas armas y uniformes que ellos, pero falta lo peor, Anselmo escapó de un convoy que fue hasta una fábrica dentro de la línea de aniquilación, lo que causa malestar en el resto del equipo, sin embargo Reese les informa que no ha decidido nada aún, cómo antes el grupo pasa la noche en el lugar, no sin que antes Ferro deje trampas explosivas por si acaso.
Ni bien Jacob despierta, Reese le hace señas a Rivers para que no haga ruido, unidades de Skynet están literalmente sobre ellos y las trampas de Ferro no sirvieron, pero no tienen tiempo para averiguarlo ya que rápidamente Anselmo es aplastado por una enorme máquina llamada Centurión, lo que les urge a escapar cómo pueden hasta un punto de evacuación que Reese tenía preparado. Tras llegar a un lugar seguro, Evans y Ferro le cuestionan a Reese el porque van a cruzar hasta la línea de aniquilación, lo que hace que Reese les revele la verdad, los refugiados rescatados eran personas que habían pasado años enjaulados, y entre éstas personas está Frank Rivers, para sorpresa de Jacob quien lo creía muerto desde hace años. Ya con las dudas despejadas Ferro y Evans están más que dispuestos a ir hasta territorio enemigo para rescatar a los refugiados, y al padre de Jacob.
Ya en el territorio ocupado por Skynet, el grupo encuentra un paisaje dantesco, pero afortunadamente Reese tiene un plan, cada quien irá a un sector y hará todo el daño posible para que Skynet envíe a sus fuerzas cómo respuesta, dejando la fábrica desprotegida y permitiéndoles entrar. Jacob hace su parte tras hallar explosivos pesados dentro de un puesto abandonado y destruir una excavadora de Skynet, en efecto atrayendo a las fuerzas enemigas y cómo dijo Reese, dejando la fábrica desprotegida. Ya reagrupados afuera de la fábrica, Evans elimina a los pocos Terminators en el perímetro exterior, sin embargo al grupo le toca enfrentar a las fuerzas enemigas remanentes, y ver de cerca los molinos a donde Skynet manda a los prisioneros una vez ya no le son útiles, sin embargo también descubren dos verdades inquietantes, que Evans se volvió la base del Terminator T-800 modelo 102 (lo que hace que Ferro sospeche de él) y que al estar completa su fase de desarrollo, los prisioneros fueron enviados a un campo de prisioneros cercano. Dicho y hecho, el grupo enfrenta más fuerzas de Skynet (entre éstas un Terminator con la cara de Evans) para luego volar el lugar.
Una vez organizados, el grupo llega hasta donde está el campo, pero encuentra HK's disparando a todos lados y el porque, un grupo de prisioneros inició una revuelta ni bien Skynet empezó a ejecutarlos y escaparon, sin embargo solo lo hicieron los prisioneros de la sección B, los de la sección A donde se encuentra el padre de Rivers fue la primera a la que se comenzó a eliminar, dicha sección esta en las ruinas de un estadio. Intentando llegar, el grupo encuentra a más prisioneros humanos, algunos heridos, y un tanque HK camino hacia los refugiados, por lo que Reese manda a Evans a que tome el vehículo para escoltarlos mientras ellos siguen, sin embargo el y Ferro se ven obligados a permanecer con ellos mientras Rivers halla el estadio. Cuando finalmente lo localiza, Reese le informa que tienen que destruir el tanque HK que se dirige hacía los supervivientes, cuando Jacob tiene una visual de Reese y Ferro, éste ve cuando la cabo es vista por la máquina y vaporizada por su arma de plasma, a Reese siendo rescatado por Evans y su vehículo volcado por un HK aéreo (la segunda secuencia del futuro de la primera cinta). Afortunadamente Rivers logra rescatar a Reese antes de que las llamas lo alcancen, sin embargo Evans muere en la colisión.
Ya reagrupados, Reese y Rivers logran llegar hasta el estadio tras evadir numerosas fuerzas de Skynet, ya dentro y tras derrotas más Terminators, el par llega hasta donde están los prisioneros, pero para liberarlos primero hay que llegar hasta un terminal, y ni bien Rivers desactiva los campos láser, un HK Centurion hace acto de presencia. Apoyados por prisioneros en condiciones de luchar, los dos soldados logran destruir a la inmensa máquina. Dicho y hecho, Rivers y Reese comienzan a buscar a Frank Rivers entre los prisioneros, sin embargo parecen no hallarlo hasta que un anciano en condiciones deplorables reacciona al nombre de Reese, siendo en efecto el padre de Jacob, y quien todos esos años conservó el sobre que el y su hijo hallaron en la cápsula de tiempo, resulta que Reese era el destinatario del sobre, el cual el anciano Frank Rivers le entrega mientras en sus momentos finales dice que mantuvo la promesa que le hizo a su hijo, y que éste estaría orgulloso, a lo Jacob le dice que lo está.
Ya de regreso Rivers le pregunta a Reese que contenía el sobre, el sargento le muestra que es un mensaje de John Connor que contenía nada más y nada menos que la foto polaroid de Sarah Connor del final de la primera película. Cuando Jacob le pregunta porque Connor quería que el la tuviera, Reese le responde que quizás algunas veces necesita recordar por lo que están peleando.

## Personajes

### Campaña Principal
Soldado raso/Sargento Jacob Rivers/el Extraño: Protagonista del juego y único superviviente de la división pacífico de la resistencia humana, quien tras sobrevivir el ataque del infiltrador, se dirige a Pasadena en busca de la división sur para alertar a la comandante Baron sobre la existencia de esa máquina, sin embargo encuentra una zona de guerra pero logra escapar con un grupo de supervivientes. Desconocido para él, está destinado a ser clave para ganar la guerra contra las máquinas. Cuando se da esa victoria en un futuro alterno, Jacob es elegido por John Connor en persona para ser su propio protector en el pasado y ayudarlo en su misión de detener a Skynet de una vez por todas.
Jennifer: Se trata de una chica carroñera a quien Jacob encuentra junto con su hermano pequeño Patrick al poco de empezar el juego. Dependiendo de las decisiones del jugador, Jacob construirá un vínculo de confianza con ella e incluso podrá decidir si se involucran sentimentalmente o no. De tomar el camino para el final bueno del juego, Jennifer ser irá junto con Patrick del refugio antes del ataque de Skynet, en caso contrario Jacob hallará los cuerpos de ambos.
Patrick: Hermano pequeño de Jennifer y a quien Jacob conoce junto con su hermana al poco de iniciar el juego, dependiendo de las decisiones del jugador se podrán crear lazos de confianza con él y Jennifer. En caso de elegir el final bueno del juego, Patrick se irá junto con Jennifer del refugio antes del ataque de Skynet, en caso contrario Jacob hallara su cuerpo sin vida junto al de Jennifer.
Ryan: Hombre mayor y sobreviviente del Día del Juicio Final a quien Jacob conoce tras llegar con Jennifer y Patrick al punto de evacuación quien ejerce cómo líder del grupo tras la muerte del padre de Jennifer. Dependiendo de las decisiones del jugador, Jacob creará lazos de confianza con él, sin embargo, para elegir el final bueno habrá que traicionar dicha confianza al delatarlo con el quater master para que lo echen del refugio y así salvar su vida antes del ataque de Skynet. De proteger el secreto de Ryan, éste se quedará en el refugio y Jacob encontrará su cuerpo sin vida.
Erin: Mujer mayor y sobreviviente del Día del Juicio Final que ejerce cómo la Doctora del grupo y que logró escapar de un campamento de prisioneros cuando le alcanzó la llamada línea de aniquilación. Dependiendo de las decisiones del jugador, Jacob creará lazos de confianza con ella. De elegir el final bueno, Jacob le mentirá sobre el destino de su esposo y se irá del refugio, en caso contrario Jacob encontrará su cuerpo sin vida.
Comandante Jessica Baron: La agresiva y poco paciente líder de la división sur de la Resistencia y a quien al principio no le agrada Jacob, más que nada porque está cómo segundo en la lista de personas marcadas para exterminación, sin embargo en parte gracias a las decisiones del jugador, Jacob acabará ganándose su respeto, incluso podrá decidir si se involucran sentimentalmente o no. Tras el ataque al refugio y ordenarle a Rivers que vaya con Connor, se cree que sigue con vida, más que nada porque su cuerpo no es hallado.
John Connor: Líder de la Resistencia Humana en contra de las máquinas y número uno en la lista de personas marcadas para exterminación. Además de su papel crítico establecido desde la primera película de Terminator, pasa a ser el nuevo Comandante de Jacob tras la caída de la división sur y quien le dice la verdad sobre el desconocido y porque Skynet quiere exterminarlo.
Kyle Reese: No aparece en el juego pero si en el cómic precuela Terminator Resistance Zero Day y en la expansión de la campaña, Annihilation Line, Connor lo menciona cuando se reúne con Jacob tras la caída de Skynet. Se le ve en las ilustraciones del final del juego cuando llega a 1984. Durante los eventos de Annihilation Line, es enviado junto con Rivers, Ferro y Evans a investigar la pérdida de contacto con el puesto avanzado de Northridge, sin embargo sus misión les termina llevando hasta la línea de aniquilación para poder rescatar a un grupo de sobrevivientes recién liberados, entre los que están Frank Rivers, padre del Sargento Jacob Rivers y quien antes de morir le entrega un sobre con su nombre que contiene un mensaje de Connor y la fotografía de su madre que éste le menciona a Sarah Connor en la primera cinta.
Terminator T-800 “Tío Bob”: Aunque solo aparece en las ilustraciones del final del juego cuando llega a 1995, Connor lo menciona al reunirse con Jacob tras derrotar a Skynet. El reprogramarlo es posible gracias a que Jacob robó el CPU del infiltrador del laboratorio de Alvin.
T-1000: El Terminator de polialeación o metal líquido antagonista de Terminator 2, Connor se lo menciona a Jacob tras la derrota de Skynet y aparece en las ilustraciones del final del juego en el final malo.

### Otros personajes
Perry: No aparece en el juego pero Baron le menciona si el jugador le pregunta más cosas de su pasado. Antes fue el comandante de la división sur y fue el quien introdujo a Baron en la resistencia, sin embargo muere luego de que un experimento del Dr. Mack saliera mal, dejando devastada a Baron y cómo la nueva líder.
Colin: Se trata de un superviviente con muy mala actitud que escapa junto con Jacob y los otros de Pasadena. Él y Jacob hacen equipo brevemente mientras el segundo busca a la división sur. Muere luego de seguir a un extraño sospechoso hasta una vieja fábrica al ser empalado por el susodicho, quien resulta ser el Terminator que destruyó la división sur.
Laura: Sobreviviente de Pasadena que logra llegar al punto de evacuación si el jugador decide buscar a otros supervivientes tras encontrarse con Ryan por primera vez. Se va del refugio junto con Mark luego de descubrir la amenaza del infiltrador.
Mark: Sobreviviente de Pasadena que escapa con el grupo de Jacob a pesar de estar herido y que sobrevive gracias a que Jacob trae antibióticos durante su misión en el hospital (decisión del jugador). Se va del refugio junto con Laura tras descubrir la amenaza del infiltrador.
Dr. Alvin Scott: Científico en Jefe de la división Sur de la resistencia. Muere cuando el refugio es atacado por un infiltrador luego de que fallara el ataque al observatorio.
Dr. Edwing Mack: Científico que trabajaba junto con Alvin en el refugio de la división sur hasta que una operación que implicaba infectar a Skynet con un virus salió mal y terminó con la muerte de Perry. Baron está particularmente resentida con él por eso, más que nada porque una carta y el mismo Mack revelan que ella y Perry eran pareja.
Peter: Esposo de Erin quien junto con ella sobrevivió el Día del Juicio Final y escapó de un campo de prisioneros con ella. Huyendo de la línea de aniquilación Peter y Erin se separan y el regresa a su antigua casa en Hollywood Hills, sin embargo Jacob encuentra su cuerpo en el campo de tenis con una última nota para Erin. Dependiendo de las decisiones del jugador sobre si decirle la verdad a Erin o mentirle para que se vaya del refugio se obtendrá el final malo o el bueno.
Eva: Superviviente que encuentra Jacob durante la misión secundaria "dama venganza" al poco de volver al centro de la ciudad. Se trata de una mujer que prende las luces de un bar adyacente a un edificio y a quien Jacob trata de evacuar debido a la proximidad de las unidades de Skynet, sin embargo ella se encierra y para que Jacob se gane su confianza Eva le pide que traiga un radio que dejó en una estación de metro cercana, sin embargo al recuperarlo, Eva cree que Rivers es un Terminator y activa trampas explosivas. Cuando Jacob las evita y vuelve a salir, Eva le dispara desde una galería con un arma de plasma, causando que grupo de Terminators la arrincone y la asesine a pesar de los esfuerzos del sargento Rivers.
Sobreviviente: Es un sobreviviente de Pasadena que encuentra Jacob nada más empezando el juego, le pregunta al soldado sobre la resistencia, pero casi de inmediato es agarrado y asesinado por un T-800 armado.
Mujer del refugio: Civil del refugio de la División Sur cuyo esposo era uno de los Soldados que acompañaban a Baron al reunirse con Jacob. Antes de que Jacob vaya al refugio y de ahí a Pasadena, ella le pregunta sobre su esposo. Depende del jugador si le dice la verdad o si obedece la orden de Baron de no comentar nada con los civiles.
Soldados del hospital: Soldados de la División Sur que fueron capturados por Skynet para experimentación en el hospital universitario y a quienes Jacob libera tras mandarle su mensaje a Baron con ellos y sobrecargar el reactor de plasma.
Soldado muerto: Es un Soldado fallecido cuyo cadáver encuentra Jacob al descubrir la presencia de Terminators en el hospital. Tiene la apariencia de Robert Patrick.

### Modo Infiltrator
Comandante Daniel Ramirez: Comandante de Campo de la Resistencia que acaba por ser blanco de Exterminación en el DLC del juego "Infiltrator Mode".
Terminator Infiltrador del Infiltrator Mode: Unidad de infiltración de Skynet con la apariencia de Franco Columbu que tiene cómo misión eliminar al Comandante Daniel Ramirez en el DLC "Infiltrator Mode", misión que logra luego de aplastar las defensas de la Resistencia. Luego de cumplir su misión, el Terminator logra acceder a un terminal de la Resistencia donde encuentra información sobre John Connor que podría ayudar a Skynet a inclinar la balanza a su favor.

### Annihilation Line
Frank Rivers: Carroñero y superviviente del día del juicio quien además es el padre del protagonista Jacob Rivers. Es dado por muerto por su hijo luego de que un viaje a su antigua escuela terminara con éste siendo asesinado por T-600, sin embargo Reese les revela a Jacob y los demás que esta vivo, por lo que la negativa de Ferro y Evans a dirigirse hasta la línea de aniquilación se desvanece en pro de ayudar a Rivers a reunirse con su padre. Muere por la edad y lo precario de su condición ni bien escucha el nombre de Kyle Reese, no sin antes entregarle el sobre que el y su hijo encontraron en su antigua escuela, dicho sobre contiene un mensaje de John Connor para Reese, y la fotografía de Sarah Connor tomada cuando estaba embarazada de su hijo.
Cabo Charlotte Ferro: Experta en explosivos quien junto con Reese es de los únicos supervivientes de su antigua unidad. Ni bien ocurre eso, John Connor la manda junto con Reese, Jacob y otro Soldado llamado Evans a investigar la pérdida de contacto con el puesto avanzado de Northridge, sin embargo le desespera la aparente apatía de Reese con respecto a la muerte de sus compañeros, además de que sospecha que Evans podría ser un Terminator. Jacob irá creando un vínculo con ella, al grado de conocerle mejor y que Reese se tome tiempo para platicar con ella a la luz de los hechos recientes. Lamentablemente y como se ve en la primera cinta, Ferro pierde la vida destruyendo un tanque HK, cuando al momento de lanzar la bomba de lata, la máquina la avista y la vaporiza con su arma de plasma.
Cabo Evans: Soldado superviviente del escuadrón 113 y quien por imposible que pareciera, despachó a un Terminator T-800 con sus propias manos, y quien fuera rescatado de un campamento de prisioneros por un escuadrón dirigido por John Connor. Durante la campaña por órdenes de Connor apoya Rivers y los otros en su misión y aunque cuestiona a su oficial al mando el porque deben cruzar hasta la línea de aniquilación, Reese les informa a él y los otros que entre los prisioneros está el padre de Jacob Rivers, disipando las dudas. Sin embargo cuando el grupo llega hasta la fábrica a donde llevaron a los prisioneros, ni bien se encuentran con un grupo de T-800 con la cara de Evans, Ferro lo acusa de ser un Terminator y de haber saboteado sus trampas explosivas, pero dichas sospechas se disipan cuando Reese le hace saber que Evans en realidad fue prisionero en un centro de investigación de Skynet. Pierde la vida luego de que ayudara a Reese a escapar tras destruir el tanque HK y que su vehículo fuera atacado por un HK aéreo.
Sarah Connor: Madre de John Connor y quien fuera el primer blanco de Skynet en la primera película de la saga para evitar el nacimiento del líder de la Resistencia y eventual salvador de los restos de la humanidad. Aunque no aparece en el juego se ve en la fotografía que les es tomada al final del primer film y que termina en un sobre que John Connor dejó siendo estudiante en una cápsula de tiempo para Kyle Reese. Siendo niño, el padre de Jacob encuentra el sobre y cuando está a punto de abrirlo, su hijo le indica que no es correcto, por lo que el hombre le promete que se lo entregará a su destinatario. Cuando su hijo y Reese finalmente lo encuentran, este con sus últimas fuerzas le entrega el sobre con la foto de Sarah al soldado. Cuando Jacob le pregunta por el contenido del sobre a Reese, éste le muestra la foto de la madre de Connor.

## Enemigos
Araña de reconocimiento: Son pequeñas criaturas robóticas que el jugador encuentra al principio del juego, aunque no resultan gran problema al eliminarlas, pueden ser muy peligrosas ya que lanzan descargas eléctricas.
Araña acorazada: Es una araña robótica poco más grande que una persona y que viene armada con ametralladoras, aunque son peligrosas, es fácil destruirlas si se les dispara al ojo rojo que tienen enfrente. Versiones posteriores vienen equipadas con armas de plasma.
Drones: Pequeñas máquinas aéreas armadas con armas de descargas o ametralladoras. Aunque son peligrosas se les puede destruir sin tanto problema con la uzi o el rifle de asalto.
Terminator T-600: Unidades de infiltración descontinuadas pero que siguen operando a pesar de la producción en masa de las series 800. Aparecen en el DLC Annihilation Line, vienen equipados con Miniguns y aunque no son tan resistentes cómo los T-800 si son muy peligrosos. Hay variaciones cómo los T-650 que tienen piel de goma, se les puede destruir usando armas de plasma.
Terminator T-800: El Endoesqueleto clásico de las películas, vienen armados con su clásico rifle de plasma, aunque hay variaciones cómo el T-808 que vienen armados con lanzallamas, en cualquier caso las armas comunes no pueden dañarlos, las escopetas pueden derribarlos pero no por mucho tiempo, solo las armas de plasma son efectivas para destruirlos efectivamente, sin embargo las bombas de tubo también son efectivas.
Infiltrador/T-850: Máquina enviada por Skynet del futuro alternativo donde Jacob encontró su núcleo central y que tiene como misión eliminarlo. Destruye la división sur donde Rivers estaba estacionado y más delante asesina a Colin cuando Jacob está buscando a la resistencia en el distrito almacén. Más adelante sabotea las defensas de la resistencia en el centro de Los Ángeles pero finalmente es destruido cuando Baron organiza una emboscada en el distrito del muelle. Jacob enfrenta a otro durante el ataque al observatorio, otro luego del ataque al refugio y a otros tres durante la batalla final.
Silverfish: Máquinas kamikaze que yacen en silos en el suelo y se activan ni bien detectan seres humanos, al activarse se lanzan hasta el jugador y explotan. Una forma sencilla de eliminarlos es usando el señuelo sonoro, esto atraerá a los silverfish cercanos y se destruirán sin dañar al jugador.
HK aéreo: Las aeronaves autónomas que aparecen en las secuencias del futuro de Terminator 1 y 2, además de sus armas de plasma, están equipados con lanzacohetes muy destructivos. Se les puede destruir usando el lanzacohetes RL-43 guiado por láser.
HK tanque: Los tanques autónomos que aparecen en las secuencias del futuro de Terminator 1 y 2, están equipados con torretas de plasma y durante el juego toca destruir uno que esta inmovilizado pero sigue operativo. Cuando Jacob alcanza a la división norte, John Connor hace de su conocimiento que gracias a Mack han reprogramado un tanque HK para pelear de su lado.
T-47: Unidad HK bípeda que esta armada con ametralladoras y lanzacohetes, versiones posteriores vienen armadas con armas de plasma. Para destruirlos se puede usar cualquier arma de plasma o lanzacohetes.
Torretas de plasma: Torretas autónomas similares a las torretas centinela de Aliens, se encuentran protegiendo puntos clave pero se les puede hackear al colocarse detrás de éstas para que ataquen a los enemigos y torretas no hackeadas. Estas torretas disparan plasma de color rojo, pero a partir de la segunda misión al distrito almacén aparecen torretas con cañones dobles que disparan plasma morado, e igual se pueden hackear.
HK Centurion: Enorme unidad HK bípeda fuertemente armada con cañones de plasma y lanzacohetes que fue parte de los conceptos no usados para la secuencia del futuro de Terminator 2 y que debuta en el DLC de la campaña Annihilation Line en la parte en la que Rivers y los demás deben emprender una rápida huida y que es el jefe final en la expansión de la campaña luego de que Jacob desactiva las redes láser del campo de prisioneros donde está su padre. Se le puede destruir usando armas de plasma apuntando al equivalente a su cara.

## Mesa de fabricación
Se encuentran repartidas a lo largo del juego, permiten crear desde municiones hasta botiquines de primeros auxilios al recoger materiales cómo telas, componentes químicos, etc.

## Armas
Pistola: Arma de 9 mm que el jugador encuentra al poco de iniciar el juego, es particularmente útil contras arañas exploradoras pero no contra Terminators.
Ametralladora Uzi: Arma semiautomática que Ryan le da al jugador cuando elige volver a buscar otros supervivientes antes de dejar Pasadena, es eficaz contra las arañas exploradoras, las arañas acorazadas y los drones pero no contra enemigos cómo los Terminators.
Rifle de asalto M-16: Rifle que encuentra el jugador en el escondite dentro de un cuarto con llave. Es eficaz contra los enemigos antes mencionados pero no contra los Terminators. Además del escondite, aparece también en el primer puesto de la Resistencia en el distrito almacén y se le puede encontrar en la vieja fábrica antes del primer encuentro con el infiltrador.
Escopeta Remington: Escopeta que el jugador encuentra en una trastienda en una tienda de armas y en la cajuela de una patrulla de policía en la primera misión en el distrito almacén. También se puede hallar en la cajuela de otra patrulla al iniciar la misión en Hollywood Hills, ideal para eliminar enemigos a corta distancia, pero ineficaz contra los Terminators, sin embargo puede derribarlos dándole tiempo al jugador de escapar.
Pistola Colt 45 con mira láser: Arma característica de la primera cinta que puede ser hallada en uno de los escondites de los carroñeros en el DLC "Infiltrator Mode.
Lanzagranadas M-79: Arma de 40 MM usada en Terminator 2 que al igual que la Colt, puede ser hallada en uno de los escondites de los carroñeros.
Minigun M-134: Arma usada por el T-800 "Tío Bob" en Terminator 2, y que es usada por Soldados de la Resistencia a modo de torretas y que puede ser recogida para usar en el juego.
Rifle de plasma TC2000-R: Arma estándar de la Resistencia inspirada en el rifle de Kyle Reese, es un rifle de plasma de primera generación con rango de 40 watts, y aunque es algo lenta y tiene cargador para solo 24 tiros, se le puede mejorar usando chips de Skynet obtenidos de enemigos abatidos cómo arañas e incluso Terminators. Baron se la da al jugador cuando le informan de fuerzas enemigas durante la misión en la línea inconclusa del metro, aunque también se le puede comprar al quater master en el refugio de la resistencia. Ideal para neutralizar tanto arañas cómo Terminators, sin embargo es ineficaz contra los HK aéreos.
Rifle de plasma TC2100-R: Variación del rifle de plasma anterior que viene equipado con una mira computarizada. Se le puede comprar al quater master, pero también se puede obtener gratis al entrar en un edificio frente a la casa de Jennifer en Pasadena cuando el jugador vuelve para fotografiar las instalaciones enemigas. Se le puede mejorar con chips de Skynet.
Rifle de plasma V25A: Rifle de plasma de segunda generación creado por el Dr. Mack que viene a reemplazar al TC2000R cómo arma estándar, aparte de ser más poderoso dispara plasma morado. El jugador lo obtiene del laboratorio del Dr. Mack luego de obtener los códigos, pero también se le puede comprar al quater master en el refugio. Existe la variación V25B con mira computarizada, el igual que las versiones previas, se le puede mejorar con chips de Skynet.
M-95: Inspirado en el rifle de plasma M-27 Westinghouse de los Terminators visto en Terminator 2. Al principio del juego se les ve llevándolo y disparando plasma rojo. El jugador lo puede obtener de Terminators derribados pero requiere de nivel 12 y habilidad de armas 3 para poder usarlo. Aunque es eficaz contra los Terminators, tiende a sobrecalentarse. A partir de la misión en Hollywood Hills, los Terminators llevan la variación V-96 que dispara plasma morado, también obtenible de Terminators abatidos pero requiere la habilidad de armas 5 para poder usarlo.
Ametralladora de plasma RSB-80: Ametralladora pesada de plasma capaz de alto fuego cíclico, se le puede comprar al quater master en el refugio luego de destruir al infiltrador pero se puede obtener gratis al buscarla en uno de los locales al poco de iniciar la misión en Hollywood Hills. Se le puede mejorar con chips de Skynet.
Ametralladora de plasma VSB-90: Variación de segunda generación del RBS-80 que dispara pulsos de plasma morado. Se puede comprar en el refugio antes de la misión al observatorio, pero también se puede obtener gratis de un T-850 derribado. Se puede mejorar con chips de Skynet. Está la variación VSB-95 que tiene cargador ilimitado y se puede obtener al acceder a la zona oculta del refugio u obtener de un T-850 abatido antes de acabar el juego pero tiende a sobrecalentarse.
RG01: Rifle de plasma de francotirador de primera generación equipado con mira computarizada de largo alcance, aunque se puede comprar también se puede obtener gratis al poco de volver a Pasadena en un edificio cercano a mano derecha cerca de los escombros que atraviesa el jugador al principio para buscar sobrevivientes. Se puede mejorar con chips de Skynet.
VG01: Variación de segunda generación del RGD01, dispara cargas de plasma morado y está disponible para comprar luego de obtener los códigos. Se puede mejorar con chips de Skynet.
TC16R: Rifle de batalla de plasma de primera generación usado por la Resistencia, se puede comprar pero también se puede obtener gratis al completar la misión secundaria “dama venganza” al volver al centro en la misión “los códigos”. Se puede mejorar con chips de Skynet. También está la variación TC30-V que dispara rondas de plasma morado.
Lanzacohetes RL-92: Se trata de un arma que lanza misiles guiados por calor, se le puede comprar al quater master pero también se puede obtener gratis en la segunda misión al distrito almacén si el jugador visita la ubicación donde antes estaba el estuche de herramientas para Ryan la primera vez que se visita ese lugar.
Lanzacohetes RL-43: Lanzacohetes que dispara proyectiles guiados por láser. Aunque se puede comprar al quater master después de derrotar al infiltrador, se puede obtener gratis casi al final de la segunda misión al centro de la ciudad. Permite derribar a los HK aéreos al guiar el proyectil con la mira láser.
Cuchillo de terminación: Arma improvisada que sirve para desactivar a los Terminators, emite una descarga que elimina de forma silenciosa a los Terminators pero solo sirve si se les ataca por detrás. Se pueden hacer en la mesa de fabricación.
Bombas de tubo: Los explosivos hechos por Kyle Reese en la primera película, sirven para eliminar unidades de Skynet de forma rápida, efectivas contra arañas acorazadas e incluso Terminators. Se pueden hacer en la mesa de fabricación.
Bombas de lata: Los explosivos vistos en la segunda secuencia del futuro en la primera película, generan una gran explosión. Ideales para eliminar varios enemigos e incluso enemigos grandes cómo los T-47. Se pueden hacer en la mesa de fabricación.
Chips de Skynet: Componentes electrónicos que el jugador puede recoger de enemigos abatidos cómo arañas o incluso Terminators. Permiten mejorar las armas de plasma al aumentar aspectos cómo daño, cadencia, estabilidad y capacidad de cargador, sin embargo solo se pueden colocar tres a la vez y todas las terminales deben coincidir para cerrar el circuito, sin embargo los chips morados de Skynet permiten hacerlo independientemente del tipo de terminal.

## Equipamiento de apoyo
Además de las armas, el jugador puede contar con otros implementos para avanzar en el juego:
Ganzúas: Permiten abrir todo tipo de cerraduras, desde puerta de edificios hasta cajas y cajuelas, dando acceso a cuartos e ítem como municiones o materiales de fabricación, sin embargo con el uso tienden a romperse. Se pueden hacer en la mesa de fabricación.
Señuelo sonoro: Permiten atraer a los silverfish para que se destruyan lejos del jugador. Se pueden crear en la mesa de fabricación.
Botiquín: Restaura una parte de la barra de salud. Se pueden fabricar.
Botiquín+: Restaura toda la barra de salud. Se puede fabricar. 
Dispositivo de hackeo: Permite hackear sistemas de Skynet tales como cerraduras, torretas, cajas de Skynet y sirve para destruir los almacenes de plasma y reprogramar todas las torretas adyacentes para que ataquen a los enemigos. Lo encuentra el jugador en un sótano al poco de iniciar la misión en el distrito médico.
Gafas de ultravisión: Equipamiento que tiene el jugador desde el principio del juego. Permite ver unidades de Skynet cómo arañas de reconocimiento y Terminators, aún a través de las paredes, sin embargo limitan la movilidad e impiden el uso de armas. A partir de la llegada al refugio de la Resistencia, al jugador se le da una versión actualizada que permite tomar fotos.

## Collector's Edition
Tras la salida del Inlfiltrator Mode, Teyon y Reef Entertainment sacaron tanto a la venta la edición de Colección para PS5, que entre sus exclusivas contiene:
- El juego mejorado para PS5
- El Infiltrator Mode
- Caja metálica
- El mini cómic "Terminator Resistance Zero Day" de tapa dura
- Cuatro postales
- Caja de Colección

## Easter Eggs
Cómo se mencionó al momento de la salida del primer tráiler, el juego cuenta cómo producto oficial de Terminator 1 y 2, además de incluir varios easter eggs o referencias a las dos primeras cintas:
- Desde el primer nivel, a lo largo del juego aparecen camiones con el isologotipo de "Cryoco", que es la empresa a la que pertenecía el camión que roba el T-1000 en la persecución final
- Las misiones al distrito almacén ocurren cerca de las ruinas del puente de la sexta y Santa Fe (6Th Bridge & Santa Fe), que es donde se materializa el T-1000 cuando llega del futuro.
- A partir de allí también aparecen camiones grúa similares al que el T-1000 roba en la primera persecución de la segunda cinta.
- También en el distrito almacén hay un restaurante de la franquicia "Big Jeff", que era donde trabajaba Sarah Connor en la primera película, además de que también está la mascota del restaurante.
- Una misión secundaria durante la primera misión al distrito almacén consta de encontrar algo para calmar a Patrick, que se cumple cuando Jacob encuentra un cachorro y lo lleva con el niño. Cuando Jacob parte al hospital, si habla con Patrick este le preguntará que nombre le quedaría al perrito, siendo las opciones "Max" y "Wolfie", siendo el primer nombre el del perro de John Connor en Terminator 2 y el segundo el que el T-800 usa para confirmar que en efecto el y el niño han hablado con el T-1000 todo el tiempo, y no con la madre adoptiva de John.
- Antes de iniciar la misión al hospital, si Jacob habla con Erin y le pregunta que hacía cuando estaba en el campo de prisioneros, ella le dirá que la mantenían viva para cargar cadáveres, al igual que a Kyle Reese.
- El dispositivo de hackeo que obtiene Jacob poco antes de llegar al hospital, tiene el isologotipo de Cyberdyne.
- Durante la misión dentro del hospital, Jacob encontrará el cadáver de un soldado con el rostro de Robert Patrick luego de ver a un T-800 arrastrando un cadáver, dando a entender que Skynet se basó en él para la apariencia del T-1000.
- En esa misma misión, si Jacob entra en un cuarto con llave a mano derecha tras evadir a los tres primeros Terminators, hallará un reporte psiquitatrico sobre una paciente esquizofrénica, quien no paraba de hablar sobre un evento del fin del mundo. El reporte esta firmado por el Doctor Silverman, quien examinara a Kyle Reese y a Sarah Connor en Terminator 1 y 2 respectivamente y los diagnosticara cómo locos, dando a entender que Sarah es dicha paciente.
- Cuando Jacob y Jennifer escapan junto con Baron hasta el refugio de la Resistencia, dicho lugar es el mismo refugio al que Reese y sus compañeros llegan durante la tercera secuencia del futuro en la primera película, y que es atacado por un Terminator. Más adelante se ve lo que pasa después.
- Al hablar Jacob con Alvin por primera vez, éste le dice que las armas de plasma estándar funcionan a un rango de 40 Watts, que era el mismo tipo de arma que el Terminator le pide al encargado de la tienda de armas en la primera cinta.
- Cuando Jacob llega por primera vez con Mack, éste le dice que por alguna razón Skynet comenzó a aprender a nivel geométrico, cómo lo describe el T-800 en Terminator 2.
- Cuando Jacob le lleva los códigos a Mack, éste dice en voz alta "inserte los códigos robados ahora", cuando logra hackear con éxito las nuevas armas de Skynet, luego dice "dinero fácil", en referencia a la escena de la segunda película cuando John Connor hackea la cuenta de su padrastro para robarle 300.00 dólares.
- Si Jacob roba el CPU del infiltrador y se lo da a Mack, el primero preguntará al segundo si es diferente del de otros Terminators. Mack le dirá el chip es una red de procesamiento neural, una computadora que aprende, cómo el T-800 le describe su CPU al joven John Connor en la segunda película.
- Al volver al refugio, justo antes del ataque a la ubicación del núcleo de Skynet, si el jugador entra al primer cuarto en la segunda sección del refugio, se verá a un soldado enseñándole a una superviviente cómo hacer bombas de tubo, incluso le dará las mismas instrucciones que Kyle Reese a Sarah Connor en la primera cinta.
- En la misión en la que Jacob y Baron creen haber hallado el núcleo de Skynet, hay que llegar hasta el observatorio Griffith, que es donde se materializa el T-800 al llegar del futuro en Terminator 1.
- Cuando Jacob regresa al refugio tras el ataque al observatorio, encuentra el lugar destrozado, mostrando lo que pasó luego de que el infiltrador con el aspecto de Franco Columbu atacara.
- Cuando comienza la batalla final del juego, Connor le dice a Jacob que lo siga. Toda la secuencia es una recreación de la escena de la guerra del futuro al inicio de Terminator 2 cuando Connor se dirige a observar el campo de batalla, dando a entender que la secuencia es en efecto la batalla final.
- Cuando el 124 tiene éxito en destruir el nícleo de Skynet, todos los Terminator y unidades de Skynet cercanas se desactivan, incluso un HK aéreo se estrella cerca de Jacob, de forma parecida a la secuencia del futuro al inicio de Terminator Génesis. Esta secuencia se ideó originalmente para la secuencia de la guerra del futuro al inicio de Terminator 2.
- Al momento de que Jacob se reúne con Connor y éste lo sigue a la cámara del EDT, el diseño que tiene ésta esta fuertemente inspirado en los bocetos de Terminator 2, ya que se planeo mostrar el momento en el que Connor envía a Kyle Reese y al T-800 para proteger a su madre y su yo joven respectivamente.
- Al inicial el modo infiltrador, hay dos carroñeros disparándole a una araña de exploración que derribaron, uno de ellos le grita "bonita noche para pasear", que es lo mismo que uno de los punks le dice al primer T-800 cuando llega del futuro.
- Durante la campaña con el Terminator, además de poder usar la mayoría de las armas de la campaña principal, aparecen otras que brillaron por su ausencia, cómo lo son la Colt con mira láser, el M-134 Minigun, y el lanzagranadas M-79.
- Al momento de usar los kits de reparación, se verá una secuencia similar a cuando el T-800 se reinicia luego de que el T-1000 dañara su célula de energía en Terminator 2.
- Si el jugador es eliminado durante la campaña con el Terminator, se verá la misma secuencia de apagado que la del T-800 en la segunda cinta, luego de que se hunde en el acero fundido y se apaga.
- Entre los secretos en el Modo Infiltrator, están el antebrazo de un T-800 en una especie de altar en un cuarto de hospital, el dibujo de un HK Centurion cómo los que se planeaba mostrar en Terminator 2, y las ruinas del bar Tech-Noir, incluso se puede poner la misma canción que se oye cuando el T-800 llega buscando a Sarah en la primera película.
- Otros easter eggs incluyen un canal parecido al de la persecución del canal de la segunda cinta, una fundición de la acerera CSI Steel, que es la misma fundición donde ocurre la batalla final de la misma película, y un grafiti de Sarah Connor en el canal con una frase dando a entender que ella es el enemigo, similar a un grafiti en un edificio en la misión al hospital durante la campaña principal, sugiriendo que hay otro bando además de la Resistencia y Skynet.
- Al final del Modo Infiltrador, cuando se despliega la información sobre Connor, se muestra de forma parecida a cuando el T-1000 lo encuentra usando la computadora de la patrulla.
- Durante todo el juego con el Terminator, la banda sonora es una variación del tema del T-800 de la primera película mezclado con una variación del tema de Kyle Reese.
- Al inicio del DLC Annihilation Line, cuando el joven Jacob habla con su padre por radio mientras se dirige a reunirse con el, el niño le dice que no deben estar ahí por las advertencias de la resistencia de que no es seguro, al lo que su padre responde que no debe tomarse tan en serio lo que dice John Connor, más que nada porque asistieron juntos a esa misma escuela y Connor tenía reputación de ser un idiota, haciendo referencia a la actitud rebelde de John en Terminator 2 cuando creía que su madre estaba loca.
- Entre los documentos que se encuentran antes de reunirnos con el padre de Jacob esta una nota de un maestro avisando que un chico (al parecer John Connor) tenía algo planeado para el día en que enterrarían la cápsula del tiempo, pensando que haría algo indebido. Después se rebela que John puso el sobre con la foto de Sarah para entregarlo a Kyle Reese.
- Aunque los diseños de los T-600 están parcialmente inspirados en sus homónimos de Terminator Salvation tanto en sus versiones con piel de goma y los puros endoesqueletos, estos se ven más esbeltos, además de estar armados con armas M-134.
- El puesto avanzado de Northridge se encuentra en las ruinas del centro comercial conocido como La Galería, que es a donde John y su amigo Tim van a gastar los 300 dólares que sacó de la cuenta de su padrastro, y donde se encuentra por primera vez con el T-800 y el T-1000 y éstos tienen su primer pelea.
- Ni bien comienza la misión en la que Rivers y los demás deben escapar echando humo, el HK bípedo conocido como Centurión hace acto de presencia. Entre los diseño descartados para Terminator 2 estaba esta máquina, sin embargo mientras en el diseño original el Centurión no era más grande que un automóvil, en la expansión de la campaña es un poco más grande que un T-47.
- Durante esa misión la banda sonora es un cover del tema de la guerra del futuro en la primera película de Terminator.
- Desde que Ferro comenta que Evans acabó con un T-800 con sus propias manos se sospecha que podría ser un Terminator, entre otras cosas porque tiene la apariencia del finado Franco Columbu y Evans dice que quiere hablar con Connor, estás sospechas se refuerzan cuando el grupo ataca la fábrica a donde los supervivientes rescatados fueron llevados cuando encuentran varios Terminators Infiltradores con la apariencia de Evans, lo que hace que Ferro lo acuse entre otras cosas de sabotear sus trampas explosivas, sin embargo las sospechas pronto se disipan cuando Reese hace saber que Evans no estuvo prisionero en un campo de prisioneros sino en una instalación de investigación de Skynet.
- Cuando el grupo finalmente llega hasta las ruinas alrededor del campo donde están los prisioneros, se muestra el contexto completo de la segunda secuencia del futuro de la primera cinta, es decir, cuando Reese y la soldado que lo acompaña destruyen un tanque HK y solo Reese sale con vida, aquí se puede ver que pasa luego de que Reese es alcanzado por otro soldado en un vehículo con torreta de plasma y este es volcado por un HK aéreo.
- Cuando Jacob le pregunta a Reese el contenido del sobre y este le muestra la fotografía de Sarah Connor, es en verdad la gráfica de la fotografía de Linda Hamilton interpretando a Sarah en la escena final del primer film.

## Recepción
La versión de PlayStation 4 de Terminator: Resistance recibió críticas "Mixtas" según Metacritic, mientras que las versiones de Xbox One y PC recibieron críticas levemente más positivas. La versión de Windows recibió críticas "muy positivas" de los jugadores de Steam.
Wesley Yin-Poole de Eurogamer lo llamó "Genérico y aburrido". Alex Avard, de GamesRadar, lo calificó como el mejor juego de Terminator que había jugado, pero escribió que "dado el historial históricamente pobre de la serie en lo que respecta al entretenimiento interactivo, esa es una barra muy baja que superar". Avard también lo calificó como el peor juego que había jugado en el año 2019.
Sin embargo el juego cultivó una legión de fans, muchos de éstos fanáticos de la franquicia, que remarcaron el cuidado del equipo creativo con las dos primeras cintas, convirtiendo el juego en un éxito inesperado, lo cual propició que se realizara el primer DLC, "Infiltrator Mode" en noviembre de 2020, y posteriormente la expansión de la campaña en el segundo, titulado "Anihillation Line" un año después.
Una actualización posterior en 2021, además de arreglar varios bugs, añadió más dificultad a la mayor difucultad del juego, haciendo que los jugadores tuvieran que usar los recursos de manera que rindan más, y planear mejor sus movimientos en la campaña.